# Рентгенівська фотоелектронна спектроскопія

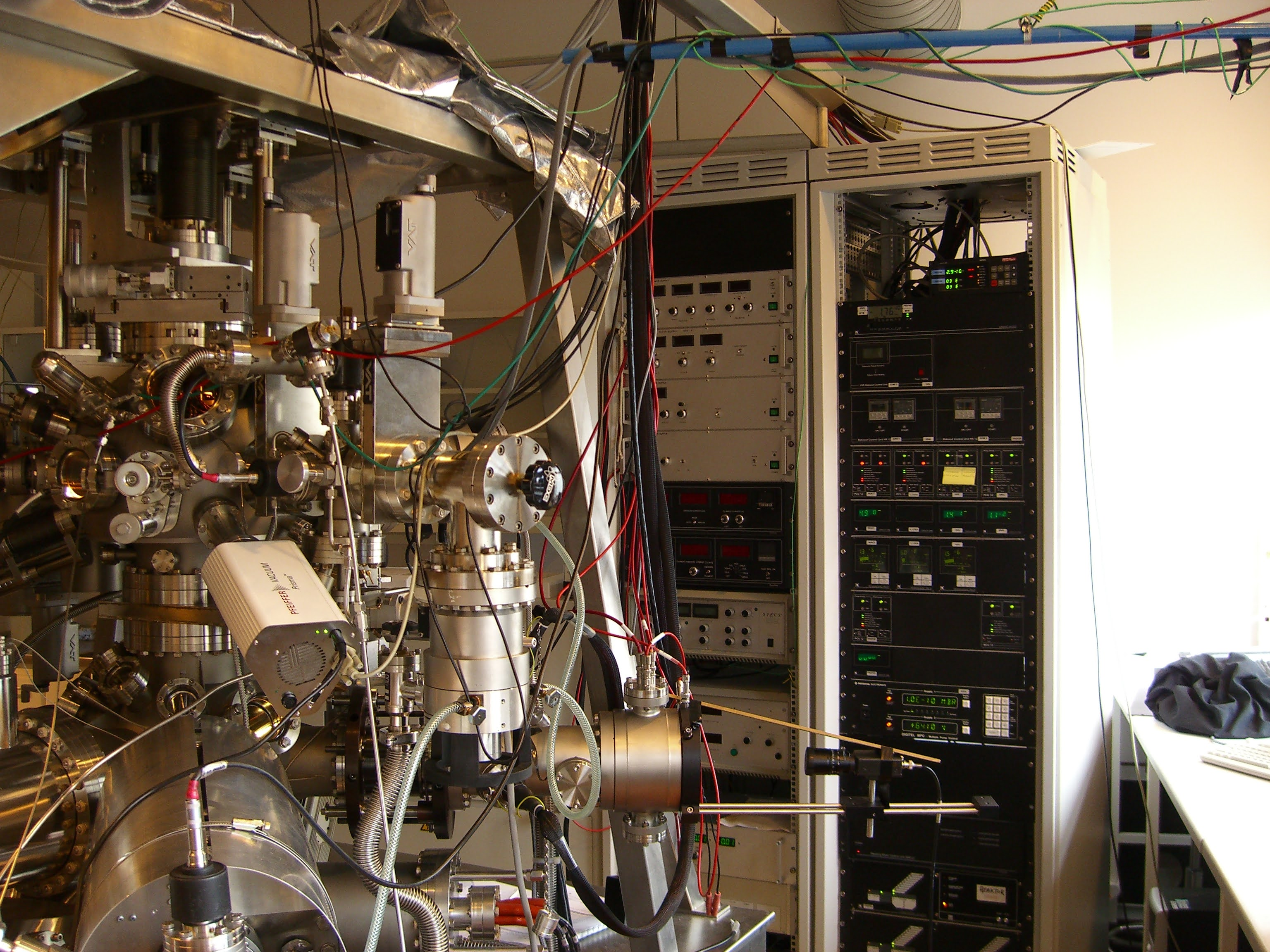
Приклад фотоелектронного спектрометра

Рентгенівська фотоелектронна спектроскопія (англ. X-ray photoelectron spectroscopy) — метод визначення елементного складу твердої поверхні шляхом бомбардування її рентгенівським випроміненням і реєстрації кількості утворених фотоелектронів як функції енергії (або частоти випромінення). Широко використовується для ідентифікації елементів, їх концентрацій та їх хімічного стану як у самому зразку, так і на його поверхні. У твердофазній комбінаторній хімії застосовується шляхом включення міченого атома у лінкер.